# 角畑莉子
角畑 莉子（かくはた りこ、1992年12月26日 - ）は、日本の元女子バスケットボール選手である。トヨタ自動車アンテロープスに所属していた。ニックネームはハル。

## 来歴
大阪府出身。
樟蔭東中学校で全中準優勝、京都精華女子高校ではインターハイベスト8を経験。
愛知学泉大進学後もインカレベスト4を経験。2年次には翌年のユニバーシアードを目指すウィリアム・ジョーンズカップの日本代表に選ばれる。
2015年、トヨタ自動車に加入。
2019年引退。

## 経歴
- 京都精華女高 - 愛知学泉大 - トヨタ自動車（2015年〜2019年）